# Farès Boudemagh
 (février 2021).
Farès Boudemagh (en arabe : فارس بودماغ) est un footballeur algérien né le 8 juin 1982 à Alger. Il évoluait au poste de défenseur.

## Biographie
Farès Boudemagh évolue en première division avec les clubs de l'OMR El Anasser, de l'ES Sétif et du CR Belouizdad. Il dispute un total de 97 matchs en première division algérienne, sans inscrire de but.

## Palmarès
| OMR El Anasser - Championnat d'Algérie D2 (1) : - Champion : 2005-06. |